# Monstrans
De monstrans of ostensorium (van het Latijnse monstrare en ostendere, 'tonen') is een onderdeel van het liturgisch vaatwerk in de Katholieke Kerk, de Anglicaanse Kerk, de Oudkatholieke Kerk en het Lutheranisme. Een monstrans is een houder, gewoonlijk van goud, waarin de geconsacreerde hostie wordt getoond.

## Geschiedenis

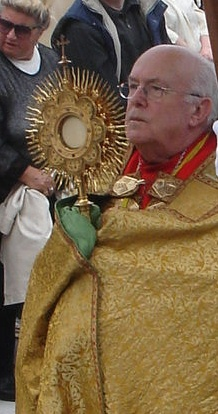
Kardinaal Danneels met stralenmonstrans tijdens een processie

De monstrans heeft een lange geschiedenis. Het voorwerp komt voort uit de middeleeuwse reliekhouders met relieken van heiligen, die vaak op het altaar tentoongesteld werden. Vanaf de 12e eeuw nam de devotie tot de Eucharistie een hoge vlucht, vooral onder invloed van Thomas van Aquino, die de aanbidding van Christus onder de gedaante van de geconsacreerde hostie stimuleerde. Vanaf die tijd werden reliekhouders met glazen of kristallen 'kijkvensters', ostensoria genaamd, ook gebruikt voor het uitstallen van het Heilig Sacrament van het Altaar. Geleidelijk aan gingen deze 'hostiehouders' zich ook in uiterlijke kenmerken steeds meer onderscheiden van de reliekhouders. Zo ontstond de sacramentsmonstrans, terwijl de reliekmonstransen steeds meer van het altaar verdwenen.

## Gebruik

### Aanbidding en Lof
Het gebruik van een monstrans wordt in de katholieke liturgie voorgeschreven tijdens het lof, ter ere van het Lichaam van Christus in de gedaante van het Allerheiligste Sacrament. Hiertoe wordt een geconsacreerde hostie in de monstrans geplaatst. Na de aanbidding wordt de geconsacreerde hostie door de priester weggebracht naar het tabernakel. Toen na het Tweede Vaticaans Concilie (1962-1965) beide plechtigheden in veel plaatsen in Nederland en België in onbruik raakten, verdwenen veel monstransen in de kluis. Tegenwoordig worden ze weer gebruikt, deels omdat het in stilte aanbidden van de geconsacreerde hostie in veel kerken wordt gestimuleerd. Sommige monstransen kunnen zeer groot zijn en zeer kostbaar versierd, zodat de gelovigen ze van afstand kunnen aanbidden. Op bepaalde hoogdagen, zoals Sacramentsdag, wordt vaak de beste monstrans uit de schatkamer gehaald en versierd met bloemen. 

### Processie
Tijdens een sacramentsprocessie wordt, onder andere, het Allerheiligste meegedragen, in een monstrans die daarvoor geschikt is. Een priester, die dikwijls hoofd van een parochie is, houdt de draagbare monstrans vast met een wit of gouden schoudervelum. Er wordt van de gelovigen verwacht dat ze eerbied tonen als het Allerheiligste passeert. Omdat een processie vaak een rondgang door een dorp of stad is die zeer lang duurt en de monstrans vaak onhandig en zwaar is, wordt in verschillende rustpunten voorzien. Na de processie worden de gelovigen gezegend. De priester maakt een kruisteken met de monstrans, die daarna weer opgeborgen wordt. In sommige landen worden speciale processiemonstransen gebouwd van uitzonderlijke grootte; bekende voorbeelden zijn de exemplaren van Toledo en Sevilla.

## Kunsthistorische ontwikkeling
De oudst bekende monstrans in België dateert uit 1286. Deze werd in Parijs vervaardigd in opdracht van Aleidis van Diest, abdis van de abdij van Herkenrode in Hasselt. Aldaar wordt de monstrans in het stadsmuseum bewaard.
In de late middeleeuwen bereikte de edelsmeedkunst een hoogtepunt met de vervaardiging van zeer rijkbewerkte, meestal zilveren monstransen. Deze bestaan dikwijls uit drie torentjes, waarvan de middelste een glazen cilinder bevat waarin de hostie kan worden geplaatst. Het middelste torentje wordt ondersteund door de voet, aan de zijtorentjes hangen soms penningen ter decoratie. Een van de meest vaardige zilversmeden in deze periode was de anoniem gebleven Zuid-Nederlandse Meester van het Scheepje, zo genoemd naar zijn meesterteken, een scheepje. Zowel het Rijksmuseum in Amsterdam als de Pancratiuskerk in Heerlen bezitten een exemplaar met dit meesterteken.
De barokke stralenmonstransen hebben de vorm van een stralende zon op een voet. Het midden van de zon bestaat uit twee ronde glazen plaatjes waarin de hostie wordt geklemd. Zowel toren- als stralenmonstransen hebben een halvemaanvormige knijpertje dat de hostie op zijn plaats houdt; dit wordt een lunula genoemd.
Tegenwoordig worden sinds 1850 hoofdzakelijk monstransen gemaakt in neo-gotische stijl. Omdat vele kerken en kloosters een exemplaar bezitten, worden er nog weinig grote monstransen gemaakt. Kleine exemplaren worden wel nog met regelmaat vervaardigd.
De Jugendstilmonstransen die de Utrechtse goudsmid Brom in het eerste kwart van de 20e eeuw maakte, worden als een hoogtepunt van het edelsmeedwerk in die periode beschouwd. Twee voorbeelden bevinden zich in de schatkamer van de Kathedrale Basiliek Sint Bavo in Haarlem.

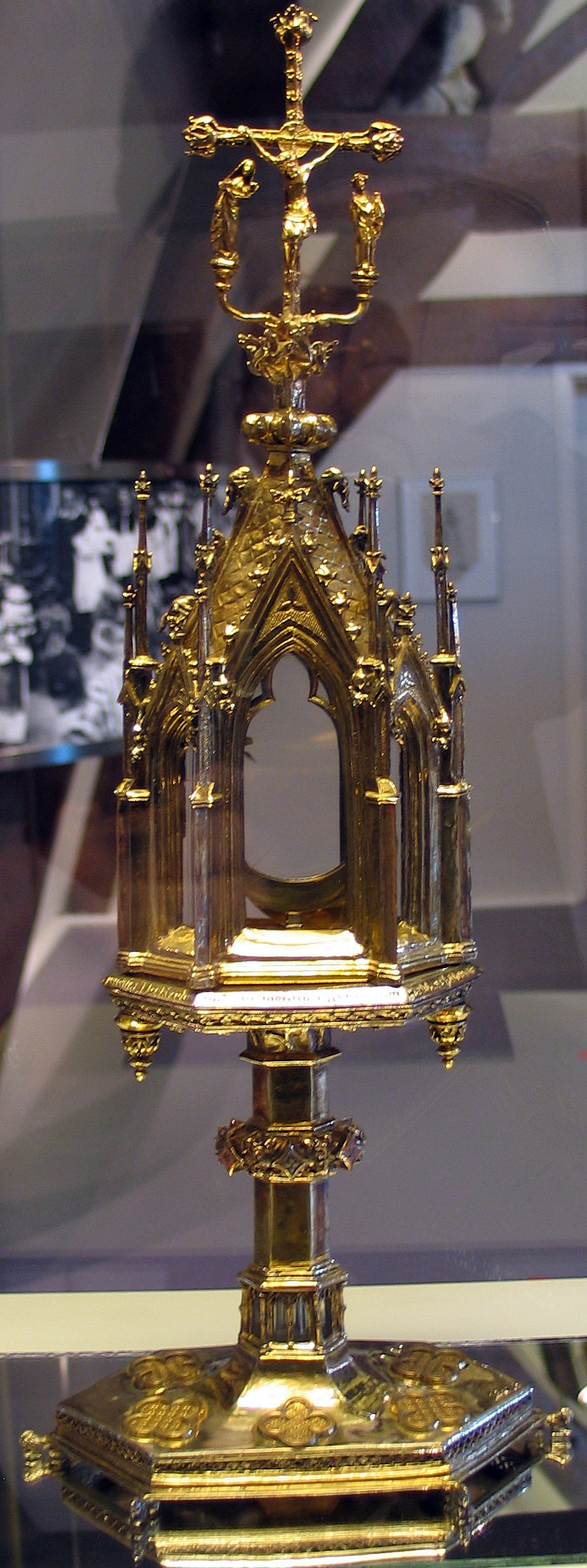
13e-eeuwse monstrans uit de Abdij van Herkenrode
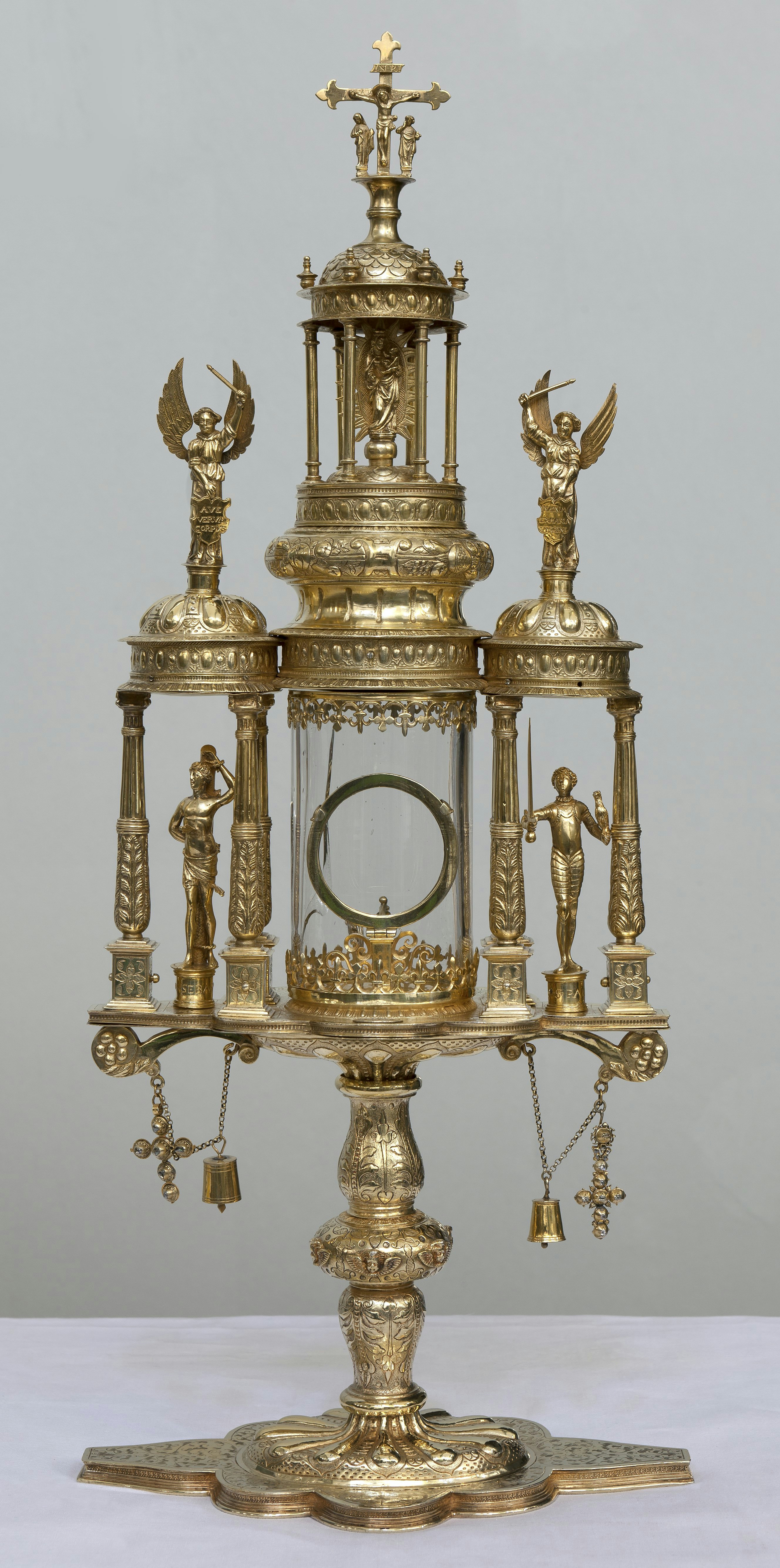
Vroeg-16e-eeuwse scheepjesmonstrans, Heerlen
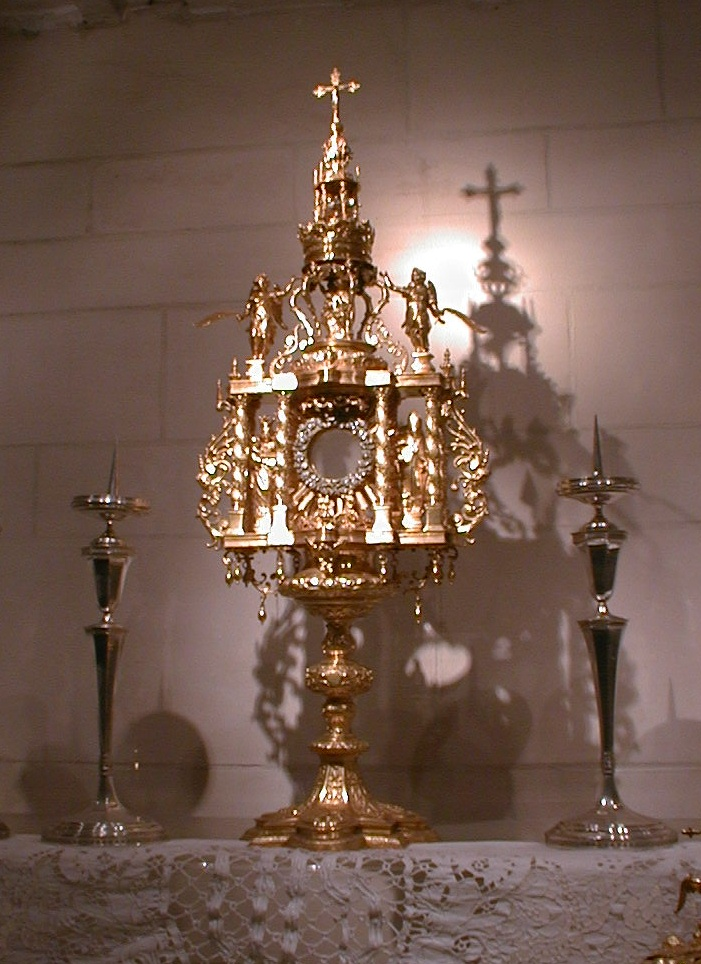
17e-eeuwse gouden cilindermonstrans met diamanten
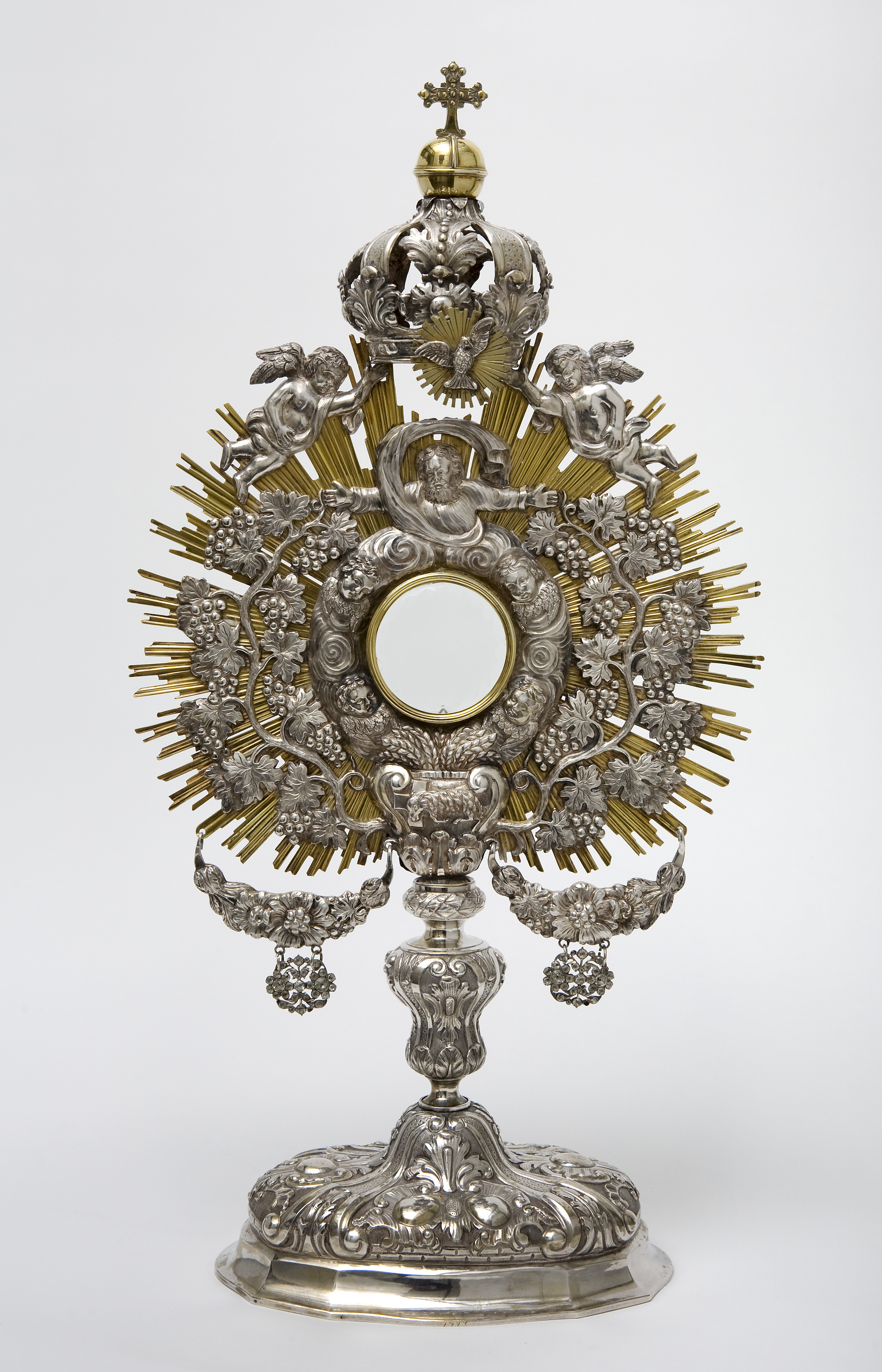
Barokke monstrans uit 1773, St-Gerlachuskerk, Houthem
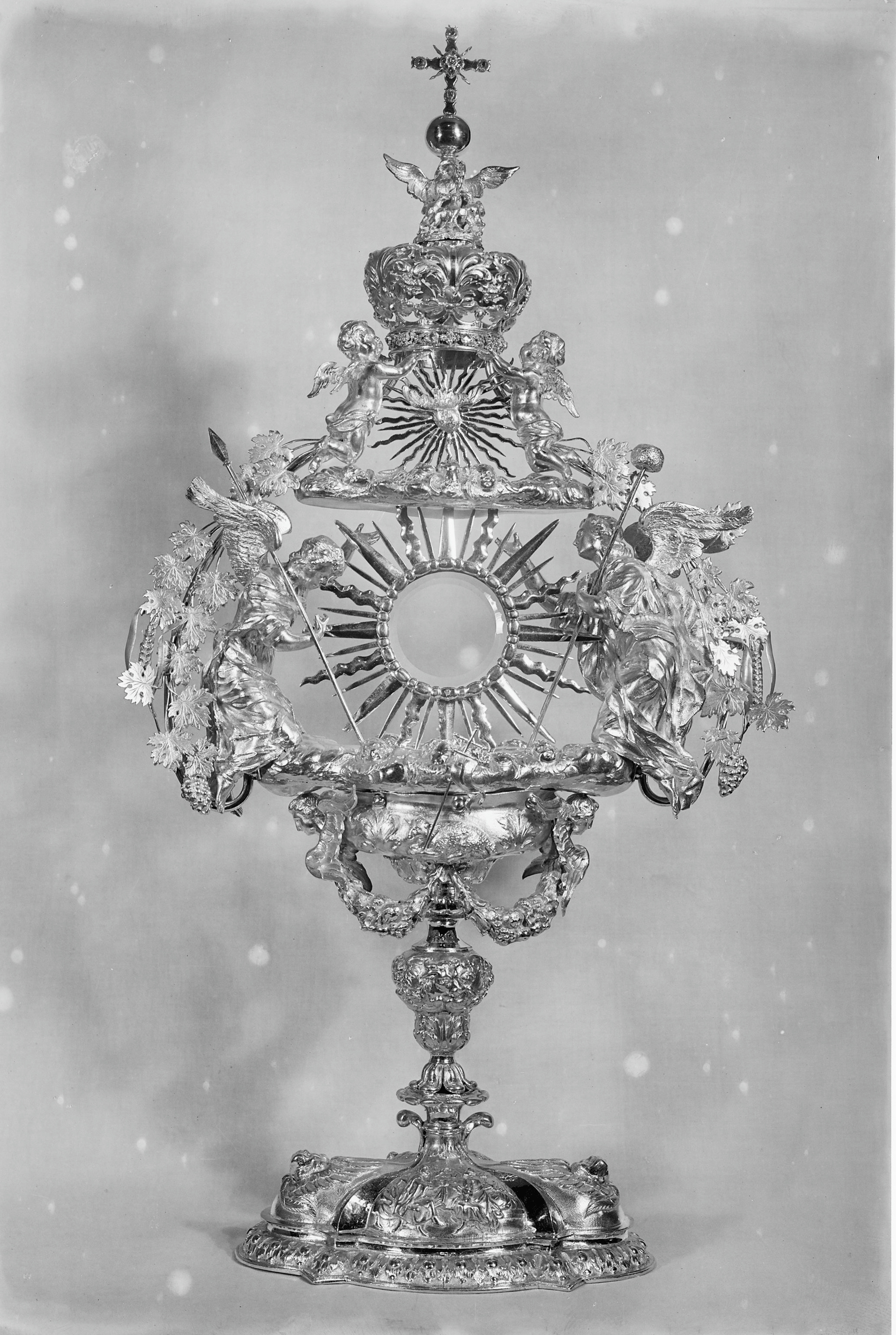
Monstrans in de Sint-Petruskerk (Leiden)
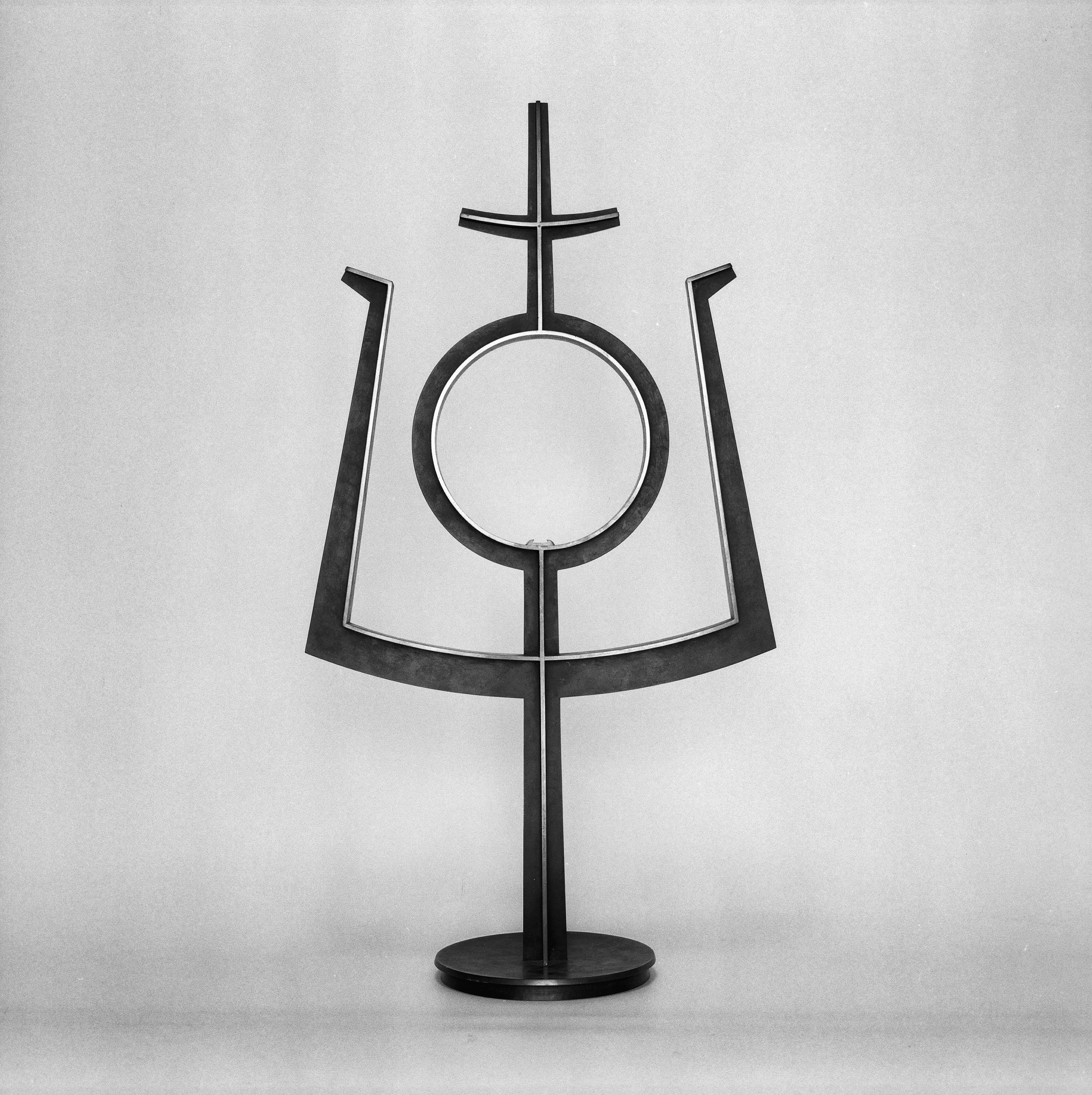
20e-eeuwse monstrans in sterk vereenvoudigde lijnen, gemaakt door Jan Noyons

## Trivia
- De monstrans speelde een belangrijke rol tijdens de kerstbestanden van de Eerste Wereldoorlog. Op eerste kerstdag in 1914 overhandigden de Duitse soldaten een exemplaar aan de Belgische soldaten op de dichtgevroren IJzer; deze staat nu tentoongesteld in de IJzertoren in Diksmuide.
- Op 29 januari 2013 vond in het Utrechtse Museum Catharijneconvent de zogenaamde monstransroof plaats. Op klaarlichte dag sloegen overvallers toe in de schatkamer van het museum. Na verbrijzelen van de vitrine waarin deze was geplaatst werd een kostbare stralenmonstrans, met ingelegde diamanten en edelstenen, gestolen. De dieven werden enige weken later gearresteerd. De monstrans, met een geschatte waarde van 250.000 euro, in bruikleen van de parochie van de Heilige Drie-eenheid in Amsterdam, werd in gehavende toestand teruggevonden.